# ミカンコミバエ

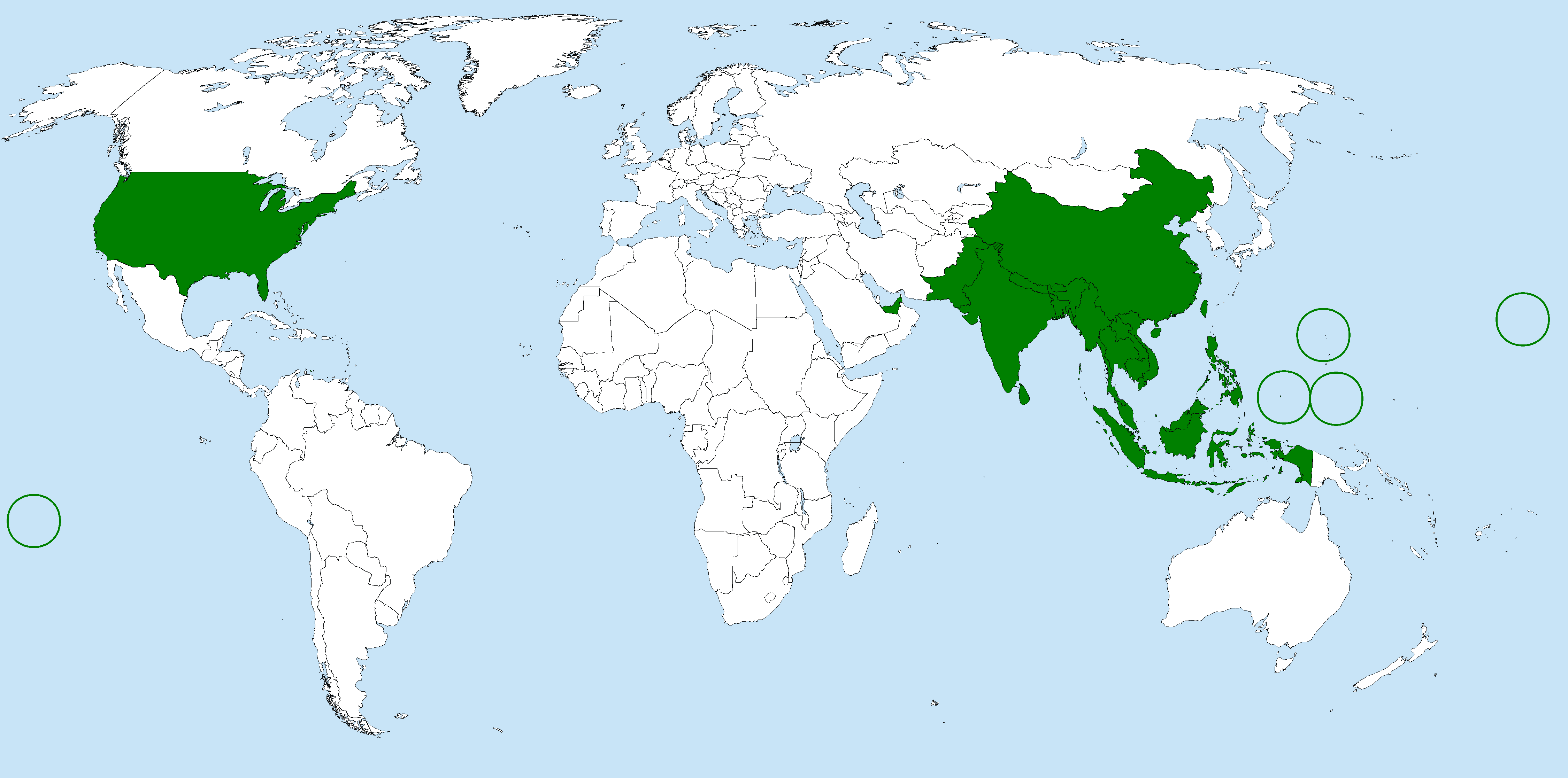
分布域

ミカンコミバエ（Bactrocera dorsalis）は、双翅目ミバエ科の昆虫。ミカンなど熱帯性の果実や、ナス、トマト、ピーマンなどの果肉を食害する農業害虫として知られる。

## 分布
東南アジア原産。ハワイやマリアナ諸島、タヒチ、日本の南西諸島や小笠原諸島などでは移入種として知られている。後述する防除により、マリアナ諸島と南西諸島、小笠原諸島では根絶されたが、その後も鹿児島県の奄美大島（2015年、後述）や九州本土（2020年）などで幼虫が見つかっている。雌雄の成虫が中国大陸などから風に乗って飛来し、繁殖したとみられる。

## 分類・形態
中型のミバエで、翅長は約6.4mm。体色のパターンは近縁種の Bactrocera carambolae, B. papayae, B. occipitalis, B. philippinensis に類似するが、短い産卵管を持つ点や、腹部の体色の違いなどで区別できるとされる。特に、本種と Bactrocera carambolae, B. papayae, B. philippinensis の計4種は、ミカンコミバエ種群(Bactrocera dorsalis species complex)とされるほど極めて似た特徴を持っている。その中でも B. papayae と B. philippinensis はミカンコミバエと種間交雑が可能とする研究もあり、分類の再検討が必要となる可能性が残されている。

## 生態
成虫は、パパイアやバナナ、グアバ、マンゴー、アボカドなど、300種類以上の熱帯性の果実を宿主として利用する。成虫のメスは産卵管を果皮に刺して組織内に卵を生み、孵化した幼虫は果実を餌として成長する。幼虫は3齢を経たのち地上の土壌中に移動し、黄褐色の蛹となる。ハワイにおいては、卵から孵化して成虫になるまでの期間は16日前後で、冷涼な気候下ではその期間は長くなる。

## 人間との関係
ミカンコミバエは、果実や野菜類を直接食害するため、世界中で重要な農業害虫として扱われている。日本の農林水産省は「輸入禁止対象病害虫」に指定している。ミカンコミバエを含む Bactrocera 属の多くは、オス個体がメチルオイゲノールに誘引されることが知られており、ミカンコミバエのオスも同様にこの化学物質に引き寄せられる。この習性を利用して、メチルオイゲノールと殺虫剤によりオスを駆除する防除（雄除去法）が試みられ、ハワイでの野外実験後にマリアナ諸島で防除が実施された。この試みにより、1965年には同諸島から根絶されたとされる。
日本でも、小笠原諸島や南西諸島に移入した本種が果実を食害し、その影響で本土への果実類の出荷が禁じられたため、1968年から防除事業が実施された。小笠原諸島では、前述の雄除去法に加えて、不妊虫放飼（人工的に生殖能力を無くした個体を野外に多数放ち、繁殖できなくすることで個体数を減らす手法）を併用して防除が実施され、1985年までに根絶された。また南西諸島でも、奄美群島（1980年根絶）、沖縄群島（1982年8月根絶）、宮古群島（1984年11月根絶）、八重山群島（1986年2月根絶）で防除に成功し、これまで出荷できなかったシークヮーサーなどの熱帯性果実を本土に出荷できるようになった。これは、沖縄におけるウリミバエの根絶と並ぶ、農業害虫の防除の成功例として知られる。
その後、2015年、奄美大島でミカンコミバエの侵入が確認されたため、12月13日から緊急防除が行われ、果実類の島外移動が禁止された。防除活動の結果、根絶が確認されたため、緊急防除は2016年7月13日に解除された。同年、徳之島では果実への寄生を防止するためグアバやアセロラの果実計255kgを自主回収して廃棄した。
2017年には、石垣島で8月から9月に断続的に34匹のミカンコミバエが発見されたため、10月から石垣島及び竹富島で誘殺板15万枚弱を設置する防除作業が行われた。その結果、2018年4月までに全域防除の効果が確認できたため、防除体制が解除されている。これらのミカンコミバエは分布地の台湾から飛来したものと考えられている。
2019年6月、屋久島及び奄美大島で12匹のミカンコミバエが確認された。全てオスであり現在対策中である。
2020年4月以降、鹿児島県（84匹）、熊本県（5匹）、宮崎県（1匹）など全国7都県で確認された。

## 関連書籍
- 伊藤嘉昭『虫を放して虫を滅ぼす 沖縄・ウリミバエ根絶作戦私記』中公新書、1980年
- 小山重郎『よみがえれ黄金の島―ミカンコミバエ根絶の記録』筑摩書房・ちくま少年図書館、1984年
- 田中章『ミカンコミバエ、ウリミバエ　奄美群島の侵入から根絶までの記録』南方新社、2021年